# اعتراضات علیه ممنوعیت حجاب در جمهوری آذربایجان
اعتراض علیه ممنوعیت حجاب در جمهوری آذربایجان در سال ۲۰۱۰ و در پی آن صورت گرفت که دولت جمهوری آذربایجان استفاده از حجاب در مدارس را ممنوع کرد. اعتراضات مورد حمایت برخی دولت‌ها و سازمان‌های خارجی نیز قرار گرفت.

## اعتراضات و دستگیری‌ها
فعالان ضد دولتی از رسانه‌های اجتماعی برای فراخوانی برای تظاهرات خیابانی با الهام از قیام‌های عربی در روز جمعه ۱۱ مارس ۲۰۱۱ استفاده کردند. فعالان با الهام از سرنگونی حکومت‌های مستبد در تونس و مصر توسط تظاهرات دموکراسی خواهانه متعهد شدند که تظاهرات بیشتری را در حین دستگیری برگزار کنند. توسط پلیس در خارج از آکادمی نفت باکو. نیروهای امنیتی آذربایجان در این رویداد ۴۳ نفر را بازداشت کردند.
در روز شنبه دوم آوریل ۲۰۱۱ اعتراض دیگری صورت گرفت. پلیس ضد شورش معترضان را در نزدیکی میدان فواره‌ها در باکو، جایی که مخالفان می‌خواستند تجمعی برگزار کنند، اما موفق به دریافت مجوز از سوی مقامات نشد، دستگیر کردند. یکی از رهبران اپوزیسیون پس از اعتراض گفت که حدود ۱۰۰۰ نفر در آن شرکت کردند و بیش از ۲۰۰ نفر دستگیر شدند.
در ۶ مه ۲۰۱۱، برخی از معترضان در باکو، قبل از دستگیری توسط پلیس، شعارهای «الله اکبر» و «آزادی حجاب» سر دادند.

## واکنش‌های بین‌المللی
اعتراضات بین‌المللی علیه اقدامات دولت صورت گرفت.

### ایران
- ۱۷ بهمن ۱۳۸۹ جمعی از مردم و دانش آموزان مدارس دخترانه تبریز با تجمع در مقابل کنسولگری جمهوری آذربایجان در تبریز، اعتراض خود به ممنوعیت حجاب اسلامی در مدارس متوسطه جمهوری آذربایجان را اعلام نمودند. دانش آموزان شرکت کننده با سر دادن شعارهای فارسی و ترکی همچون «منع حجاب و پوشش، خیانت است به قرآن»، «بیانیه منع حجاب ملغی باید گردد»، «دانش آموز مسلمان حمایتت می‌کنیم» حمایت خود از دانش آموزان محجبه جمهوری آذربایجان را اعلام کردند.[۵][۶]
- کنفرانس اعتراض به ممنوعیت حجاب در جمهوری آذربایجان در ۱۲ اردیبهشت ۱۴۰۰ در مسجد جمکران برگزار شد.[۷]

### اروپا
اتحادیه اروپا پس از شکستن تظاهرات ۲ آوریل توسط نیروهای امنیتی، آذربایجان را به دلیل «عدم احترام به آزادی‌های اساسی» مورد انتقاد قرار داد. این نهاد از مقامات خواست تا آزادی بیان، گردهمایی آزاد و آزادی مطبوعات را مجاز کنند، حقوقی که به گفته آنها پاسخ دولت مورد بی‌احترامی قرار گرفته‌است. در ۱۳ آوریل، وزیر خارجه آذربایجان، المار ممدیاروف، رئیس هیئت اتحادیه اروپا در آذربایجان را احضار کرد تا نارضایتی دولت خود را از این بیانیه ابراز کند.

### سازمان‌های حقوق بشر
سازمان عفو بین‌الملل همچنین از دولت خواسته‌است تا اجازه تظاهرات مسالمت‌آمیز را بدهد. در نامه‌ای که در ۲۰ آوریل در روزنامه گاردین منتشر شد، شعبه بریتانیایی آن خواستار آزادی عین‌الله فتح‌الله اف و دیگر روزنامه‌نگاران بازداشت شده شد و تأکید کرد که دولت باید «از استانداردهای بین‌المللی در مورد حقوق بشر - به ویژه حق تجمع و حق تشکیل اجتماعات و آزادی بیان پیروی کند.» مؤسسه مطبوعاتی بین‌المللی نیز انتقادات عفو بین‌الملل را تکرار کرد و اخراج سه روزنامه‌نگار سوئدی توسط دولت آذربایجان را به دلیل گزارش در مورد تظاهرات ۱۷ آوریل در میدان فواره محکوم کرد.

### آمریکا
متیو برایزا، سفیر ایالات متحده در آذربایجان، نسبت به واکنش دولت آذربایجان به اعتراضات در ماه مارس ابراز نگرانی کرد.